# Antoni Franciszek Sienicki
Antoni Franciszek Sienicki herbu Bończa – sędzia kijowski w latach 1711–1717, pisarz kijowski w latach 1701–1711, podstarości grodzki łucki, sędzia grodzki łucki.
Był konsyliarzem województwa czernihowskiego w konfederacji sandomierskiej 1704 roku.